# Kreßberg
Kreßberg es un municipio alemán perteneciente al distrito de Schwäbisch Hall de Baden-Wurtemberg.
El municipio comprende un conjunto de áreas rurales ubicadas entre la ciudad de Crailsheim y el límite con Baviera. Kreßberg fue fundado en 1973 mediante la fusión de cuatro antiguos municipios: Waldtann (la actual capital municipal), Marktlustenau, Mariäkappel y Leukershausen.
A 31 de diciembre de 2017 tiene 3971 habitantes.

## Localidades
Comprende 33 localidades:
| - Asbach - Bergbronn - Bergertshofen - Bräunersberg - Gaisbühl - Halden - Haselhof - Hohenberg - Hohenkreßberg - Leukershausen - Mariäkappel | - Marktlustenau - Mistlau - Neuhaus - Oberstelzhausen - Riegelbach - Rotmühle - Rötsweiler - Rudolfsberg - Ruppersbach - Schönbronn - Schönmühle | - Schwarzenhorb - Selgenstadt - Sixenhof - Stegenhof - Tempelhof - Unterstelzhausen - Vehlenberg - Vötschenhof - Waidmannsberg - Waldtann - Wüstenau |